# Europastraße 771
Die Europastraße 771 (kurz: E 771) ist eine Europastraße in Rumänien und Serbien.

## Verlauf
Die Europastraße 771 beginnt in Drobeta Turnu Severin und endet in Niš.